# Eamonn McCormack

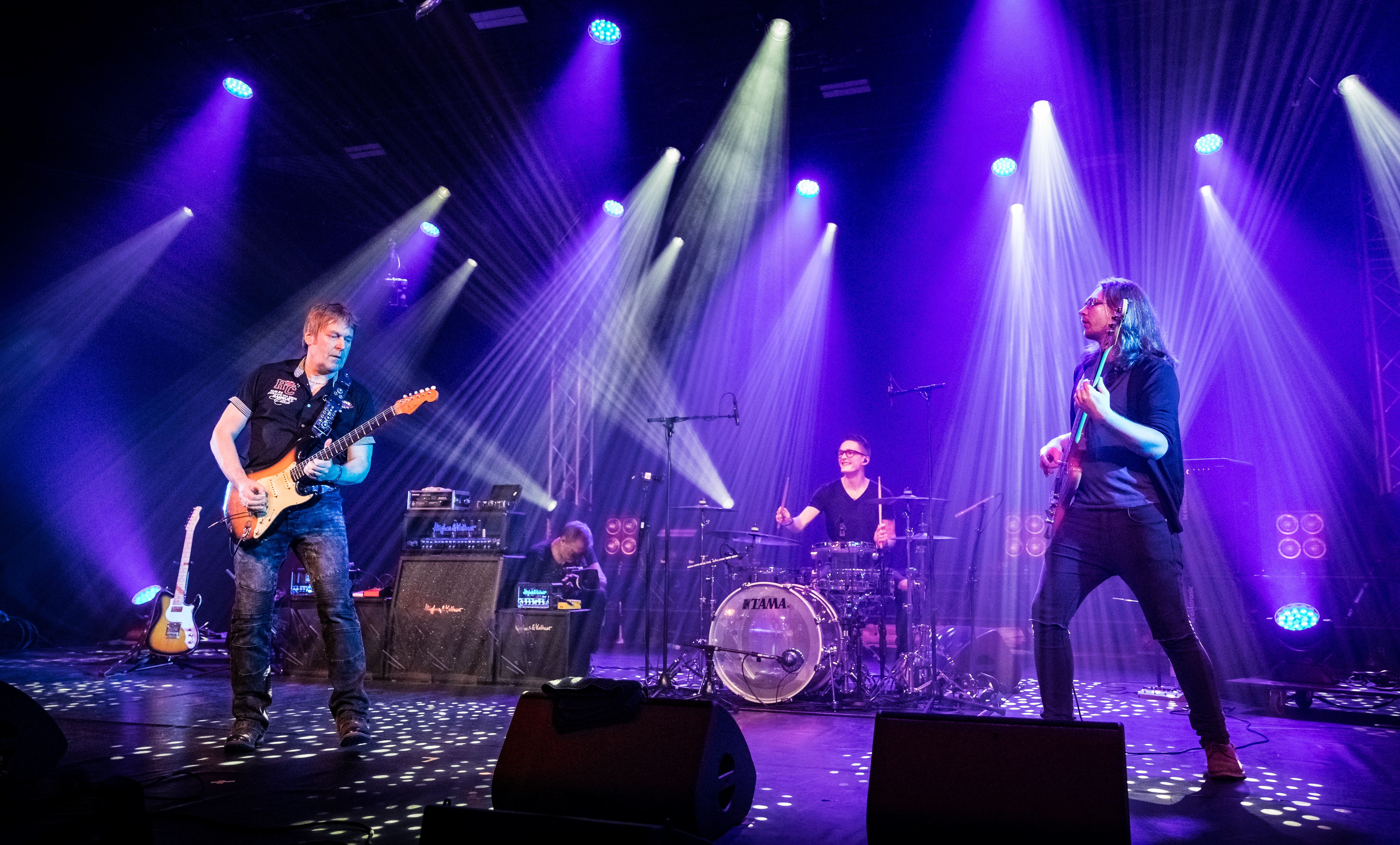
Eamonn McCormac live bei den Leverkusener Jazztagen 2019

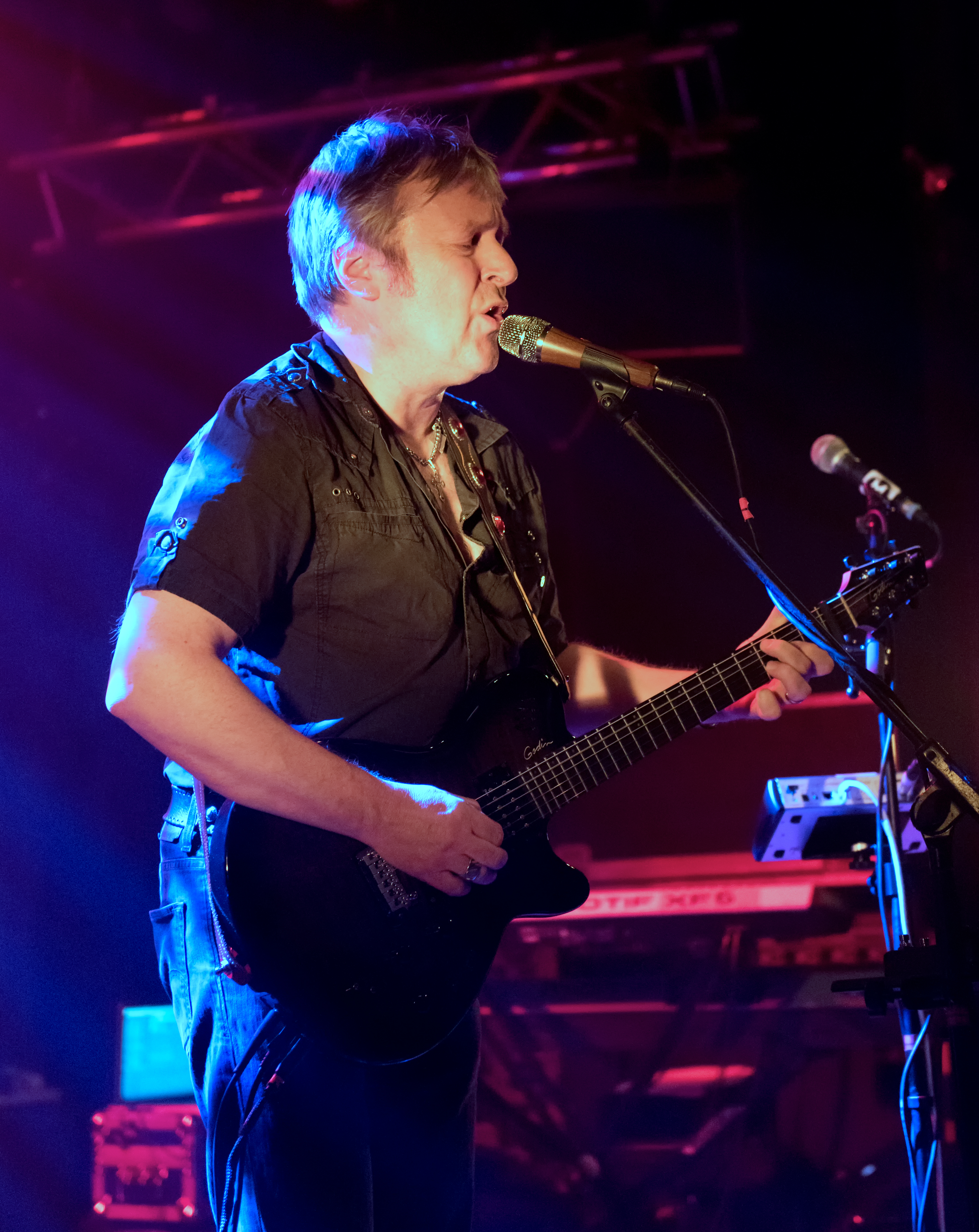
Eamonn McCormack live im Knust Hamburg 2017

Eamonn McCormack (* 27. Juni 1962 in Dublin) ist ein irischer Gitarrist, Songwriter und Musikproduzent. Des Weiteren hat er sein eigenes Label gegründet. Sein musikalisches Schaffen ist weitestgehend im Blues und Blues-Rock beheimatet. In seinem Repertoire überwiegen die Eigenkompositionen, aber auch alle gängigen Klassiker werden von ihm interpretiert.

## Leben und Werk

### 1971–1979
Eamonn McCormack begann im Alter von neun Jahren akustische Gitarre zu spielen. Frühe Einflüsse hierfür waren Slade, Cat Stevens, Neil Young und Rory Gallagher. Mit zwölf begleitete er seinen Gesang und unterhielt die Menschen bei kirchlichen Veranstaltungen. Dies empfand er aber zunehmend als einengend und so kaufte er sich seine erste elektrische Gitarre (Guild Starfire) und widmete sich dem Lead-Gitarre-Spiel. In dieser Zeit schloss er sich einer lokalen Garagen-Cover-Band an, auch mit der Absicht, seinen ersten bezahlten Auftritt zu erhalten. Die musikalischen Einflüsse umfassten nun auch Musiker wie Jimi Hendrix, Eric Clapton, Thin Lizzy oder die niederländische Gruppe Focus. Mit sechzehn trat Eamonn zum ersten Mal live bei einer Radio-Show auf. Etwa zur selben Zeit gewann er einen wichtigen High-School-Wettbewerb, bei dem er sein eigenes Material vorspielte.

### 1979–1983 USA
In diesen Jahren lebte und tourte Eamonn McCormack in den USA. Durch eine sehr große Zahl von Auftritten dort formte er seinen ganz persönlichen Stil des Blues und Blues-Rock, der sowohl seine irischen Wurzeln, als auch die nordamerikanische Musik und Kultur in sich vereinte.

### 1983–2002 Die „Samuel-Eddy“-Jahre
Zurück in Europa begann Eamonn McCormack seine Karriere unter dem Pseudonym „Samuel Eddy“. In ungezählten Auftritten in Klubs und Festivals erspielte sich die Band Ansehen und Beachtung. Dies wurde mit Plattenverträgen bei Universe Productions/Virgin Records und SPV Records belohnt. Drei, von der internationalen Kritik, hochgelobte Alben entstanden in dieser Periode.
Neben der eigenen Studioarbeit hatte Eamonn zahlreiche Gastspiele bei Tourneen oder im Studio bei namhaften Musikern wie z. B. Johnny Winter, Jan Akkerman, Niels Lofgren, Rory Gallagher. Für viele Fans unvergesslich bleibt sein Auftritt beim Parkpop Festival in Holland vor geschätzten 500.000 Besuchern im Sommer 2002. Samuel Eddys Band eröffnete für ZZ Top und Robert Plant.
Im Frühjahr desselben Jahres hatte Eamonn McCormack eine erfolgreiche Tournee mit Walter Trout und Popa Chubby absolviert und im Studio in Dublin acht neue Tracks mit Paul Thomas (U2, Phil Lynott) eingespielt. In seiner Zeit als Samuel Eddy war Eamonn McCormack auch Gast beim Rockpalast des WDR.

### 2002–2009 Time-out-Jahre/True Talent Records
Nach dem Parkpop Festival in Amsterdam entschloss sich Eamonn McCormack für einige Zeit aus dem Musikgeschäft auszusteigen. Vielfältige persönliche Erfahrungen, aber auch der körperliche Verschleiß durch permanentes Reisen und Auftreten riefen zur Rücksichtnahme auf die eigene Persönlichkeit. So folgte eine ausgedehnte Zeit des ruhigeren Reisens, Jammens und Song-Schreibens. Am Ende dieses Zeitraums stand die Gründung des Indie Record Labels True Talent Records mit Sitz in Dublin. Auf diesem Label, seinem eigenen, gibt er seitdem jungen irischen Musikern eine Startchance. Künstler wie die Band Glyder oder die junge Leanne Harte konnten diese Chance erfolgreich nutzen.
Ebenso erschien auf True Talent Records ein „Best-of“-Album von Eamonn McCormack, auf welchem hauptsächlich frühere Samuel-Eddy-Titel in neuerer technischer Überarbeitung sowie bisher unveröffentlichtes Material geboten werden. Namhafte Gastmusiker wirkten auf diesem Kindred Spirits betitelten Werk mit: Keith Donald, Herman Brood, Jan Akkerman und die letzte Aufnahme mit Rory Gallagher sind hier zu hören.
Mit diesen neuen Aktivitäten beendete Eamonn seine kreative Pause und trat wieder ins Rampenlicht.

### 2009–2011 Eamonn McCormack aktuell
Seit Ende 2009 ist Eamonn McCormack als Blues-Rock Gitarrist, Songschreiber, Produzent und Mentor wieder aktiv tätig. Seine Heirat in 2010 hatte zur Folge, dass Eamonn neben Irland auch häufig in Deutschland anzutreffen ist. Hier hat er im Sommer 2011 einen mehrjährigen Vertrag mit In Akustik Records abgeschlossen, der die Veröffentlichung von vier Alben und zwei DVDs in den Folgejahren vorsieht. Im Frühjahr 2011 hat Eamonn mit seinem aktuellen Trio; Marc-Inti Männel-Saavedra, Bass und Joe Kirschgen, Drums sein Album Heal My Faith in den Toolhouse Studios, Rotenburg/Fulda, eingespielt. 2020 erschien das Album Storyteller, 2023 folgte das mit seinem Namen betitelte Album Eamonn McCormack.

## Diskografie
- 1994 – Samuel Eddy: same; SPV 084 96372
- 1995 – Samuel Eddy: Strangers On The Run; SPV 085 89422
- 2008 – Eamonn McCormack: Kindred Spirits, True Talent Records TTR 009
- 2012 – Eamonn McCormack: Heal My Faith; inakustik 0169107 bzw. True Talent Records TTR 019
- 2020 – Eamonn McCormack: Storyteller
- 2023 – Eamonn McCormack: Eamonn McCormack